# Chartreuse de Hain
 (mars 2025).
La Chartreuse de Saint-Bruno-de-Cologne ou chartreuse de Hain est un ancien monastère de chartreux, fondé en 1476, à Unterrath, un quartier de Düsseldorf, en Allemagne, transférée à Bad Wurzach, en 1964.

## Histoire
Le chapitre général décide la construction d'un monastère dans le diocèse de Cologne, pour rappeler le souvenir de Saint Bruno, fondateur des chartreux, dans la contrée où il est né et pour favoriser le développement des vocations cartusiennes dans ce pays. Le supérieur général Charles-Marie Saisson achète en 1869 le château de Hain qui appartenait à la famille Hymmen (de), à Unterrath, à cinq kilomètres au nord du centre-ville de  Düsseldorf, pour servir de base à la nouvelle fondation, rapidement achevée qui reçoit le nom de chartreuse de Saint-Bruno de Cologne. Les premiers moines viennent de la chartreuse de Bosserville. La guerre franco-allemande de 1870 n'empêche pas la continuation des travaux.
En 1875, les lois du Kulturkampf obligent la communauté à se disperser. Les religieux vont se réfugier à la chartreuse de Parkminster en formation. L'ordre nomme un régisseur chargé du soin de la propriété qui n'a pas été confisquée.
En 1885, des démarches sont entreprises pour obtenir la réouverture du monastère. Les constructions et l'aménagement intérieur sont achevés et au mois d'août 1890, les religieux reprennent possession du local. 
Un incendie détruit la toiture de l'église et presque toute l'hôtellerie, c'est-à-dire l'ancien château de Hymmen, en janvier 1917. Le monastère reste indemne durant la Seconde Guerre mondiale, mais il est rasé pour permettre la construction de l'aéroport de Düsseldorf, et la communauté est transférée à Marienau en 1964.

## Prieurs
- 1869 : Jérôme Keiflin, venant de Nancy, nommé recteur (octobre 1899).
- 1875 : Joseph Engler, recteur, puis nommé prieur.
- 1890 : Alphonse Schmitt (†1901), profès de Nancy, recteur, prieur de Hain.
- 1901 : Beatus Widemann (†1901), profès de Hain, maître des novices.
- 1901 : Maurice Schmid, profès et vicaire de Hain.